# KF Fjallabyggð
El Knattspyrnufélag Fjallabyggðar, més conegut com a KF, és un club de futbol islandès de les ciutats d'Ólafsfjörður i Siglufjörður, que formen la municipalitat de Fjallabyggð.

## Història
El club va ser fundat l'any 1931 amb el nom Íþróttafélagið Leiftur d'Ólafsfjörður. El 2001, es fusionà amb el club veí Dalvík esdevenint Leiftur/Dalvík. El 2005 es desfeu la fusió i es formà un nou club amb els veïns Knattspyrnufélag Siglufjarðar, amb el nom KS KS/Leiftur. L'any 2010 canvià el nom esdevenint Knattspyrnufélag Fjallabyggðar. El Leiftur va ser finalista de copa la temporada 1998.